# Hypocrita escuintla
Hypocrita escuintla là một loài bướm đêm thuộc phân họ Arctiinae, họ Erebidae.